# Вероника кавказская
Вероника кавказская (лат. Veronica caucasica) — многолетнее травянистое растение, вид рода Вероника (Veronica) семейства Подорожниковые (Plantaginaceae).

## Распространение и экология
Большой Кавказ: от верховьев реки Кубани до бассейна реки Самур (почти исключительно на северном макросклоне). Эндемик. Описан из Грузии.
Произрастает на субальпийских щебнистых склонах, в трещинах скал, на осыпях, на высоте 2000—2500 м над уровнем моря.

## Ботаническое описание
Стебли высотой 12—20 (до 30) см, прямые или восходящие, опушенные.
Листья почти сидячие, яйцевидные или продолговатые, перисторассечённые, с продолговатыми или линейно-клиновидными долями, к основанию часто суженными, тупыми, редко острыми. Нижние — перистолопастные.
Кисти супротивные, боковые расположены в пазухах верхних листьев, с редкими цветками. Нижние прицветники перисторассечённые, верхние — продолговатые, цельные; цветоножки нитевидные, в три раза длиннее чашечки, при плодах отклонённые, изогнутые. Доли чашечки широколанцетные или продолговатые, длиннее коробочки, опушенные; венчик превышает чашечку, белый с сиреневыми полосками, диаметром около 12 мм.
Коробочка опушённая, сильно сплюснутая, длиной 4—5 мм, шириной 6—7 мм, у основания усечённая, с широкой и короткой выемкой. Семена яйцевидные или округлые, длиной 1—1,5 мм, шириной около 1 мм, гладкие, плоские.

## Таксономия
Вид Вероника кавказская входит в род Вероника (Veronica) семейства Подорожниковые (Plantaginaceae) порядка Ясноткоцветные (Lamiales).
|  |                                      |  |                                                             |                                                             |                          |  | ещё 21 семейство (согласно Системе APG II) | ещё 21 семейство (согласно Системе APG II) |                         |  |  |  | ещё от 300 до 500 видов |
|  |                                      |  |                                                             |                                                             |                          |  | ещё 21 семейство (согласно Системе APG II) | ещё 21 семейство (согласно Системе APG II) |                         |  |  |  | ещё от 300 до 500 видов |
|  |                                      |  |                                                             | порядок Ясноткоцветные                                      |                          |  |                                            |                                            | род Вероника            |  |  |  |                         |
|  |                                      |  |                                                             | порядок Ясноткоцветные                                      |                          |  |                                            |                                            | род Вероника            |  |  |  |                         |
|  | отдел Цветковые, или Покрытосеменные |  |                                                             |                                                             | семейство Подорожниковые |  |                                            |                                            | вид Вероника кавказская |  |  |  |                         |
|  | отдел Цветковые, или Покрытосеменные |  |                                                             |                                                             | семейство Подорожниковые |  |                                            |                                            |                         |  |  |  |                         |
|  |                                      |  | ещё 44 порядка цветковых растений (согласно Системе APG II) | ещё 44 порядка цветковых растений (согласно Системе APG II) |                          |  |                                            | ещё 90 родов                               | ещё 90 родов            |  |  |  |                         |
|  |                                      |  |                                                             | ещё 44 порядка цветковых растений (согласно Системе APG II) |                          |  |                                            |                                            | ещё 90 родов            |  |  |  |                         |